# Băleni (Galați)
Băleni è un comune della Romania di 2 548 abitanti, ubicato nel distretto di Galați, nella regione storica della Moldavia.